# Hej, chłopcy, bagnet na broń

Hej, chłopcy, bagnet na broń – en français, « Hey les gars, baïonnette au fusil » – est une chanson polonaise écrite par Krystyna Krahelska, surnommée « Danuta », en 1943. C'était l'une des chansons les plus populaires de la Pologne combattante et de l'insurrection de Varsovie.

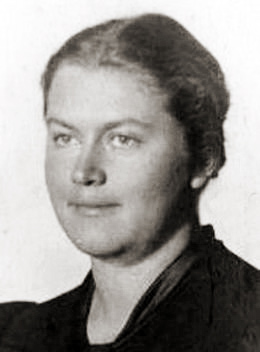
Krystyna Krahelska.

## Composition et paroles
La chanson se compose de cinq strophes de quatre vers. La ligne mélodique fait rappelle la marche.

Premier couplet de la chanson
Hej, chłopcy, bagnet na broń!
Długa droga, daleka przed nami,
Mocne serca, a w ręku karabin,
Granaty w dłoniach i bagnet na broni.

## Histoire de la chanson
La chanson a été chantée pour la première fois par Krystyna Krahelska, en février 1943, dans un appartement clandestin situé à Żoliborz, un quartier de Varsovie. Cette rencontre avait été organisée par le chef scout Ludwik Berger, et durant celle-ci plusieurs dizaines de scouts écoutent des chansons interprétées par Krahelska et Janina Krassowska. À la fin, l'auteur chante une marche écrite spécialement pour les soldats du Bataillon « Baszta » (pl). Le public répète les paroles de la chanson ; très vite, tous la connaissent par cœur. Bientôt, elle devient l'une des chansons les plus populaires de la Pologne combattante et de l'insurrection de Varsovie,.
Le texte a été publié pour la première fois dans le bihebdomadaire clandestin Bądź Gotów (« Sois prêt » ; numéro du 20 novembre 1943, n° 21), sous un titre légèrement modifié : Bagnet na broni (« Baïonnette au fusil »). Il fut ensuite réimprimé par la presse clandestine, dans deux anthologies clandestines : Pieśni Podziemne (1944) et Śpiewnik B. Ch. (octobre 1944), ainsi que dans la revue Barricade, n° 6, p. 3, du 17 août 1944.
Après la fin de la Seconde Guerre mondiale, la chanson a été chantée par les unités de partisans anticommunistes.
Le 12 mars 1967, la première de la pièce Dziś do ciebie przyjść nie mogę (« Je ne peux pas venir chez toi aujourd'hui... ») est donnée au Théâtre classique de Varsovie ; elle utilise des chansons de Krystyna Krahelska, dont Hej, chłopcy, bagnet na broń. Que cette chanson soit enfin rejouée en public et sanctionnée par les autorités communistes émeut tout particulièrement les héros de l'Insurrection de Varsovie. 
 
Le titre de la chanson apparaît également sur des plaques commémoratives dédiées à la mémoire de Krystyna Krahelska, dont notamment dans son appartement de Varsovie, et sur le mur Palais Czartoryski (pl) à Puławy, où elle s'est cachée en 1943-1944,.